# ژلزنودوروژنایا کازارما ۵۱۹ کم
ژلزنودوروژنایا کازارما ۵۱۹ کم (به لاتین: Zheleznodorozhnaya Kazarma 519 km) یک منطقهٔ مسکونی در روسیه است که در سرزمین آلتای واقع شده‌است.